# Volker Grub

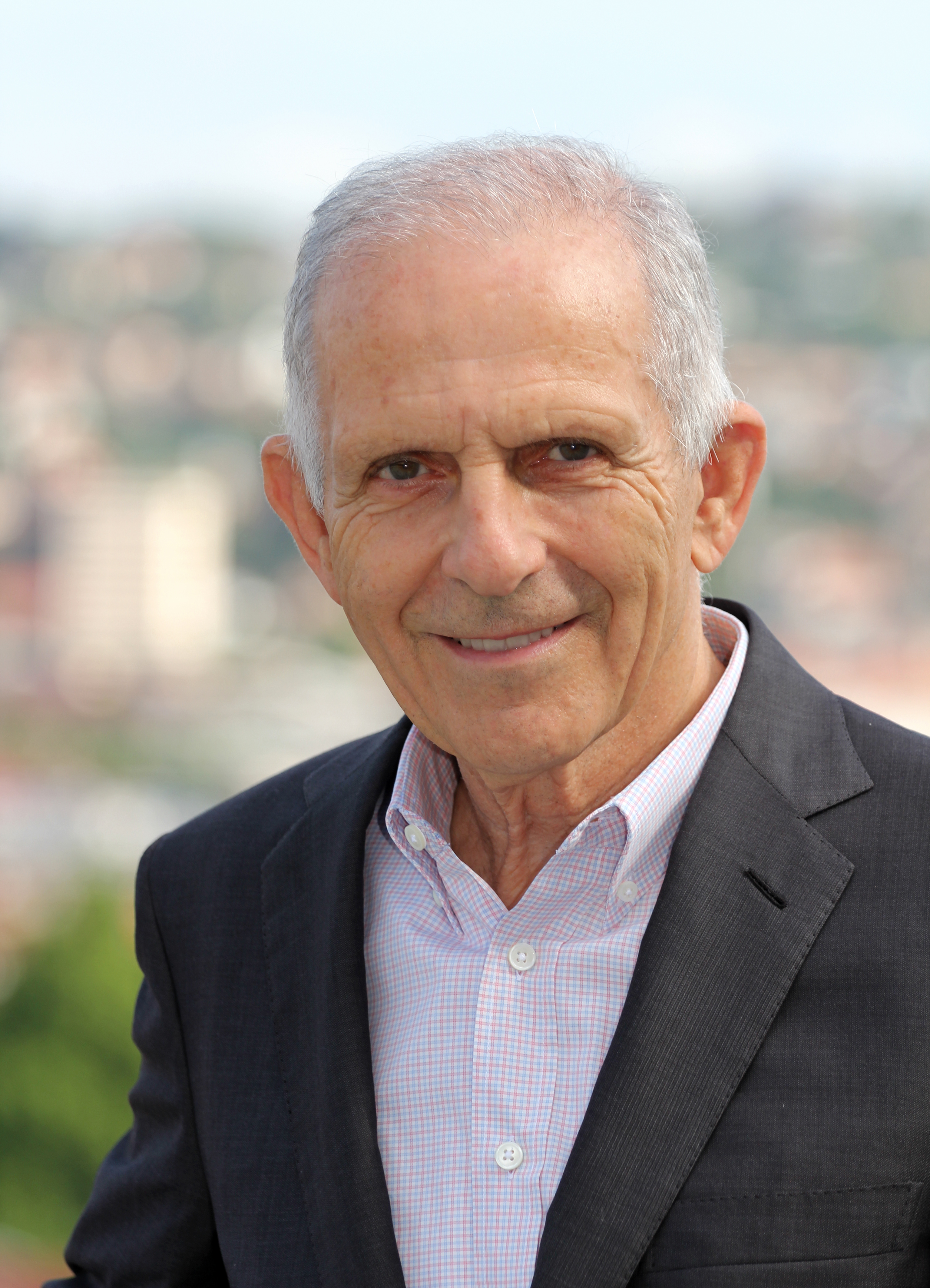
Volker Grub, 2014

Volker Grub (* 19. September 1937 in Bermaringen) ist ein deutscher Rechtsanwalt und Insolvenzverwalter. Er ist ein Urenkel von Friedrich Grub.

## Leben, Leistungen und Werk
Grub studierte Rechtswissenschaften an den Universitäten Tübingen, Freiburg im Breisgau und an der Freien Universität Berlin. Seit dem Sommersemester 1956 ist er Mitglied der Burschenschaft Germania Tübingen. 1964 wurde er am Fachbereich Wirtschafts- und Sozialwissenschaften der Universität Hohenheim zum Dr. oec. promoviert und ist seit 1965 selbstständiger Rechtsanwalt. Er begründete 1977 mit Ulrich Brugger die Sozietät Grub & Brugger Rechtsanwälte, heute Grub Brugger und Partner in Stuttgart.
Grub gehörte zu den Pionieren der Konkursrechtler, die die bis in die 1980er Jahre gängige Praxis der Stilllegung und Liquidation konkursreifer Betriebe durch eine „übertragende Sanierung“ ablösten, also die Fortführung betrieblicher Einheiten statt deren „Beerdigung“ betrieben, soweit das betriebswirtschaftlich möglich war. Insbesondere galt das etwa, wenn die Schieflage – wie häufig – Ursachen hatte, die zu beseitigen waren, wie beispielsweise Managementfehler. Möglich machten dies zwei Gesetze aus dem Jahr 1974: Das Konkursausfallgeld (heute: Insolvenzgeld) sicherte Löhne und Gehälter drei Monate vor der Konkurseröffnung ab. Mit dem Gesetz über die betriebliche Altersversorgung wurde der Pensions-Sicherungs-Verein geschaffen, mit welchem Pensionen und Renten der betroffenen Arbeitnehmer abgesichert wurden. Beide Gesetze schufen einen effektiven Arbeitnehmerschutz und gaben damit zugleich einem unternehmerisch praktizierenden Verwalter Liquiditätsspielräume für eine Unternehmenssanierung.
Er führte über 500 Verfahren, darunter die Lauffenmühle, Rohwedder und Brokat sowie die Markenunternehmen Bauknecht, Bleyle, Hahn+Kolb, Kreidler, Schmidt Winterdienst- und Kommunaltechnik, Südmilch, Maico, Klepper und Schiesser. Von 1991 bis 1996 war er Mitglied im Beirat Abwicklung der Treuhandanstalt sowie Mitglied von Expertenbeiräten zur Abfassung des neuen Insolvenzrechts 1999. Er ist Verfasser zahlreicher Fachpublikationen zum Insolvenzrecht und Mitherausgeber der Zeitschrift „Deutsche Zeitschrift für Wirtschafts- und Insolvenzrecht“, Walter de Gruyter Verlag (DZWIR), seit 1998.
Grub schloss mit dem Insolvenzverfahren der Hess AG im November 2020 im Alter von 83 sein nach eigener Aussage letztes Insolvenzverfahren ab.

## Ehrungen
Grub erhielt am 25. Januar 1996 die Wirtschaftsmedaille des Landes Baden-Württemberg für herausragende Verdienste um die Wirtschaft des Landes Baden-Württemberg und 1999 das Bundesverdienstkreuz am Bande der Bundesrepublik Deutschland.

## Schriften
- Gütezeichen: de lege lata – de lege ferenda. Dissertation. Universität Hohenheim 1972, DNB 740983520.
- Das gerichtliche Vergleichsverfahren der Südmilch-AG. Eine Dokumentation. Brugger, Schöngeising 1998, ISBN 3-9805758-2-9.
- mit Heiner Grub, Ulrich Mailänder: Chronik der Familie Grub. Herausgeber Volker Grub. Scheufele, Stuttgart 2002, ISBN 3-923107-15-3.
- Die Thurn- und Taxissche Posthalterei in Knittlingen und Illingen. regionalkultur, Ubstadt-Weiher 2011, ISBN 978-3-89735-653-5.
- Ludwig Friedrich Grub (1760–1818), Thurn und Taxisscher Hofrat. Ein Beitrag zur Geschichte des Hauses Thurn und Taxis in der napoleonischen Zeit.[6]
- Reichsritter im Lautertal – Die Freiherren Speth von Schülzburg. regionalkultur, Ubstadt-Weiher 2018, ISBN 978-3-95505-073-3.
- Von Welzheim nach Ludwigsburg – Auf Spurensuche zur Geschichte einer bürgerlichen Familie namens Fischer. regionalkultur, Ubstadt-Weiher 2019, ISBN 978-3-95505-134-1.
- Maria Anna Miller, geborene Freiin Speth von Schülzburg – Ihr Leben und ihr Poesiealbum. regionalkultur, Ubstadt-Weiher 2020, ISBN 978-3-95505-211-9.
- Johann Gottlieb Hauff – Ehrendenkmal für Fürst und Volk. Herausgeber Volker Grub und Jörg Johannsen. regionalkultur, Ubstadt-Weiher 2020, ISBN 978-3-95505-202-7.
- Drei Schwestern - Ihre Herkunft und von Krieg und Naziherrschaft geprägten Lebensgeschichten. Herausgeber Volker Grub. Scheufele, Stuttgart 2021, ISBN 978-3-923107-83-4
- Ziemann Brauereianlagen - Vom Handwerksbetrieb zum Weltunternehmen. regionalkultur, Ubstadt-Weiher 2023, ISBN 978-3-95505-414-4
- Die Geschichte der Möbelfabrik Behr in Wendlingen. In: Tradition als Herausforderung. Herausgeber Steffen Seischab. Nürtingen/Frickenhausen 2024. ISBN 978-3-928812-80-1
- Emil Helfferich Nachfolger. In: Tradition als Herausforderung. Herausgeber Steffen Seischab. Nürtingen/Frickenhausen 2024. ISBN 978-3-928812-80-1